# Kanton Seyssel (Ain)
Der Kanton Seyssel war bis 2015 ein französischer Wahlkreis im Département Ain in der Region Rhône-Alpes. Er umfasste fünf Gemeinden im Arrondissement Belley, sein Hauptort (frz.: chef-lieu) war Seyssel.
Der Kanton sollte nicht verwechselt werden mit dem gleichnamigen Kanton Seyssel im Département Haute-Savoie, der unmittelbar daran angrenzte, aber auf der anderen Seite der Rhône lag. Beide Kantone wurden 2015 aufgelöst.

## Gemeinden
| Gemeinde  | Einwohner Jahr | Fläche km² | Bevölkerungsdichte | Code INSEE | Postleitzahl |
| --------- | -------------- | ---------- | ------------------ | ---------- | ------------ |
| Anglefort | 1.108 (2013)   | 29,3       | 38 Einw./km²       | 01010      | 01350        |
| Chanay    | 646 (2013)     | 18,1       | 36 Einw./km²       | 01082      | 01420        |
| Corbonod  | 1.219 (2013)   | 31,6       | 39 Einw./km²       | 01118      | 01420        |
| Culoz     | 2.986 (2013)   | 19,4       | 154 Einw./km²      | 01138      | 01350        |
| Seyssel   | 965 (2013)     | 2,4        | 402 Einw./km²      | 01407      | 01420        |

## Einwohner
| Bevölkerungsentwicklung | Bevölkerungsentwicklung |
| Jahr                    | Einwohner               |
| ----------------------- | ----------------------- |
| 1962                    | 5099                    |
| 1968                    | 5358                    |
| 1975                    | 5611                    |
| 1982                    | 5440                    |
| 1990                    | 5394                    |
| 1999                    | 5663                    |
| 2006                    | 6436                    |
| 2011                    | 6705                    |

## Politik
| Vertreter im conseil général des Départements | Vertreter im conseil général des Départements | Vertreter im conseil général des Départements |
| Amtszeit                                      | Name                                          | Partei                                        |
| --------------------------------------------- | --------------------------------------------- | --------------------------------------------- |
| 1992–2011                                     | René Ailloud                                  | DVD                                           |
| 2011–2015                                     | Christophe Berardi                            | PS                                            |